# Почепцов Георгій Георгійович
Гео́ргій Гео́ргійович Почепцо́в (29 жовтня 1949, Берегове) — український письменник-фантаст, заслужений журналіст України, доктор філологічних наук, професор, раніше — завідувач кафедри інформаційної політики Національної академії державного управління при Президентові України. Автор численних книг з питань комунікаційних технологій.

## Біографія
Народився 29 жовтня 1949 (м. Берегове, Закарпатська область); дружина Наталія Тарасівна — викладач Національного університету «Київський політехнічний інститут», дочка — Анастасія.
Вищу освіту здобув у 1966—1971 в Київському державному університет імені Тараса Шевченка на факультеті кібернетики.
1998—2001 — завідувач кафедри міжнародних комунікацій та зв'язків з громадськістю Київського національного університету імені Тараса Шевченка. З липня 2002 — керівник Управління стратегічних ініціатив в Адміністрації Президента України; працював завідувачем кафедри інформаційної політики в Національній академії державного управління при Президентові України. Член Спілки письменників України (з 1981). Почесний професор Українсько-американського гуманітарного інституту «Вісконсинський міжнародний університет (США) в Україні» (2011).
Заслужений журналіст України (1999). Державний службовець 4-го рангу (07.2002), 3-го рангу (10.2004). Нагороджений орденом «За заслуги» 1-го (2021), 2-го (2015) і 3-го (2004) ступенів.
Георгій Почепцов працює на кафедрі соціальних комунікацій філологічного факультету Маріупольського державного університету.
Автор низки книг для дітей та юнацтва, зокрема фантастичних, серед яких найбільш відома трилогія повістей «Золота куля» (1987).

## Наукові праці
Головні монографії:
- «Тоталитарный человек: очерки тоталитарного символизма и мифологии» (1994)(рос.)
- «Имиджмейкер. Паблик рилейшнз для политиков и бизнесменов» (1994)(рос.)
- «Теория коммуникации» (1996, 1999) (рос.)
- «Национальная безопасность стран переходного периода» (1996) (рос.)
- «Имидж: от фараонов до президентов» (1997) (рос.)
- «Профессия: имиджмейкер» (1998) (рос.)
- «Паблик рилейшнз, или как успешно управлять общественным мнением» (1998) (рос.)
- «Как становятся президентами. Избирательные технологии XX века» (1999) (рос.)
- «Информационные войны. Основы военно-коммуникативных исследований» (1999) (рос.)
- «„Інформаційна політика“: навч. посібник» (2008) — разом з Чукут С. А.
- «Глобальні проекти: конструювання майбутнього»: навч. посібник (2009) — (б-ка журн. «Соціальна психологія»).
- «Від Facebook-у і гламуру до WikiLeaks: медіакомунікації» (2012)
- «Контроль над розумом» (2012)
- «Мерлін, Супермен і Гаррі Поттер. Конструювання нематеріального в масовій культурі» (2013)
- «Смисли і війни: Україна і Росія в інформаційній і смисловій війнах» (2016)
- «Від покемонів до гібридних війн: нові комунікативні технології ХХІ століття» (2017)
- «Виртуальные войны. Фейки» (2019)(рос.)
- «Управление будущим» (2019)(рос.)
- «Пропаганда 2.0» (2020)(рос.)
- «СССР страна, созданная пропагандой» (2020) (рос.)
- «Токсичний інфопростір. Як зберегти ясність мислення і свободу дії» (2022)
- «Информационные войны. Новый инструмент политики» (2022)(рос.)

Окремі статті:
- Західна аналітична група «Нові знання форматують світ»
- Українська правда «Модно бути розумним, а не вибудовувати маєтки»
- Статті на сайті Українського центру політичного менеджменту
- Статті на сайті Телекритика

## Художні твори
Збірки казок і повістей:
- «Бюро добрых услуг рассеянного волшебника» (1979)(рос.)
- «Ключ от города Колдунов» (1983)(рос.)
- «Дверь в волшебную страну» (1985)(рос.)
- «Планета воздушных шаров» (1986)(рос.)
- «Золотой шар» (1987)(рос.) — однойменна повість також видавалася українською.
- «Город Королей» (1988)(рос.)
- «Замок на загадочной планете» (1989)(рос.)
- «Сказки» (1989)(рос.)
- «В поисках волшебного меча» (1992)(рос.)
- «Волшебный меч» (1994)(рос.)
- «Золотой шар» (1994)(рос.) — містить додаткові твори, порівняно з виданням 1987 року.
- «Невидимі замки» (2016)
- «Снігова Принцеса» (2017)